# Vladimir Davidovič Burljuk
Vladimir Davidovič Burljuk (in russo Владимир Давидович Бурлюк?, in ucraino Володимир Давидович Бурлюк?, Volodymyr Davydovyč Burljuk; Charkiv, 27 marzo 1886 – Salonicco, 1917) è stato un pittore e illustratore russo-ucraino, artista dell'avanguardia neo-primitivista e cubo-futurista.

## Biografia

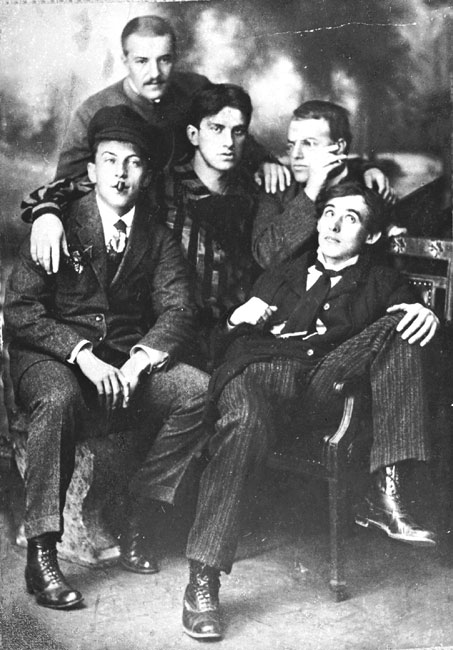
Da destra: A. Kručënych, D. Burljuk, Majakovskij, N. Burljuk, Livšits

Vladimir Burljuk nacque il 15 marzo 1886 a Charkiv, fratello minore di David Burljuk. La sua famiglia era in parte discendente dai cosacchi ucraini che occupavano posizioni di rilievo nell'Etmanato cosacco. Sua madre, Ludmila Michnevič, era di origine etnica bielorussa.
Nel 1903 studiò alla scuola Azbe di Monaco e un anno dopo fu soldato nella guerra russo-giapponese. Dal 1905 al 1910 Burljuk frequentò la Scuola Artistica di Kiev (KChU). Visse in vari luoghi mentre andava alla KchU, a cominciare da Mosca, dove visse dal 1907 al 1908. Nel 1908 tornò a Kiev e fu in stretto contatto con Aleksandra Ėkster e Michail Larionov. Insieme ai membri del gruppo Zveno (Collegamento), Vladimir e David Burljuk organizzarono una mostra d'avanguardia a Kiev.
Dal 1909 al 1910 visse a San Pietroburgo e dal 1910 al 1911 a Mosca. Nel 1910 divenne membro del gruppo Fante di Quadri insieme a David Burljuk, Aleksandra Ėkster, Malevič (in seguito anche Natan Alt'man e Vladimir Tatlin). Nello stesso anno entra a far parte del gruppo di artisti d'avanguardia noto come Sojuz Molodëži (Unione della Gioventù).
Nel 1911 si iscrisse alla scuola d'arte di Odessa. Dal 1913 al 1915 illustrò numerose pubblicazioni futuristiche a Mosca, tra cui il libro L'assistenza delle Muse in primavera (1915). Assieme a Kazimir Malevič contribuì a illustrare Roar! Gauntlets 1908–1914 di Velimir Chlebnikov.

Fu arruolato nell'Esercito imperiale nel 1916 e fu ucciso l'anno seguente mentre combatteva sul Fronte Macedone della prima guerra mondiale.

## Galleria d'immagini

Dipinti di Voldymyr Burljuk
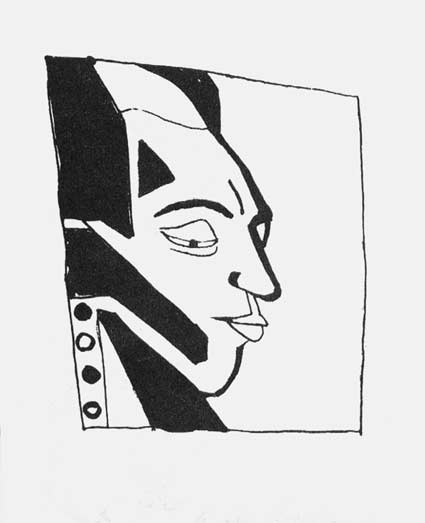
Vladimir Burljuk, Ritratto di Velemir Chlebnikov (1913)
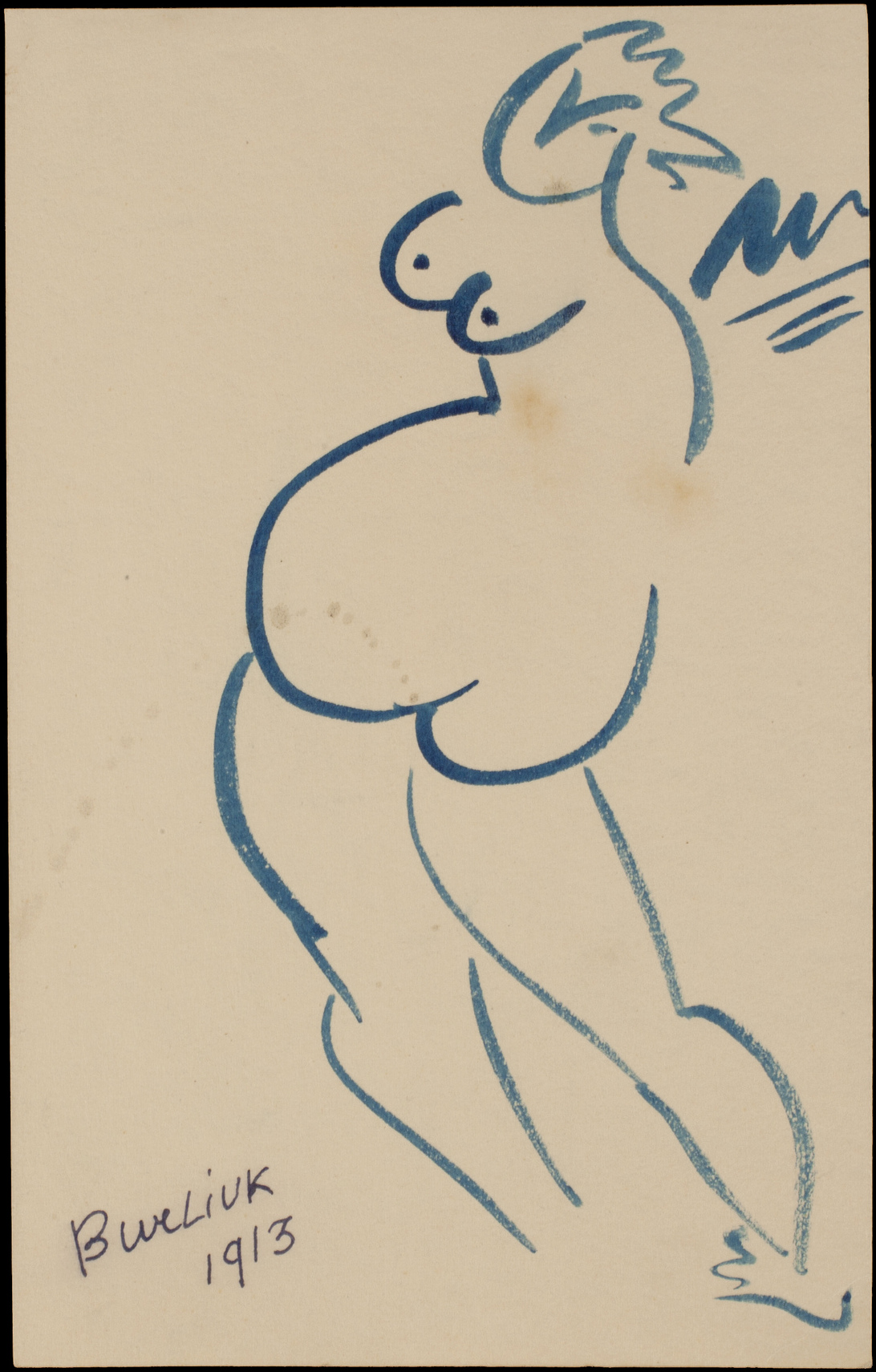
Vladimir Burljuk, Femme Figure (1913)
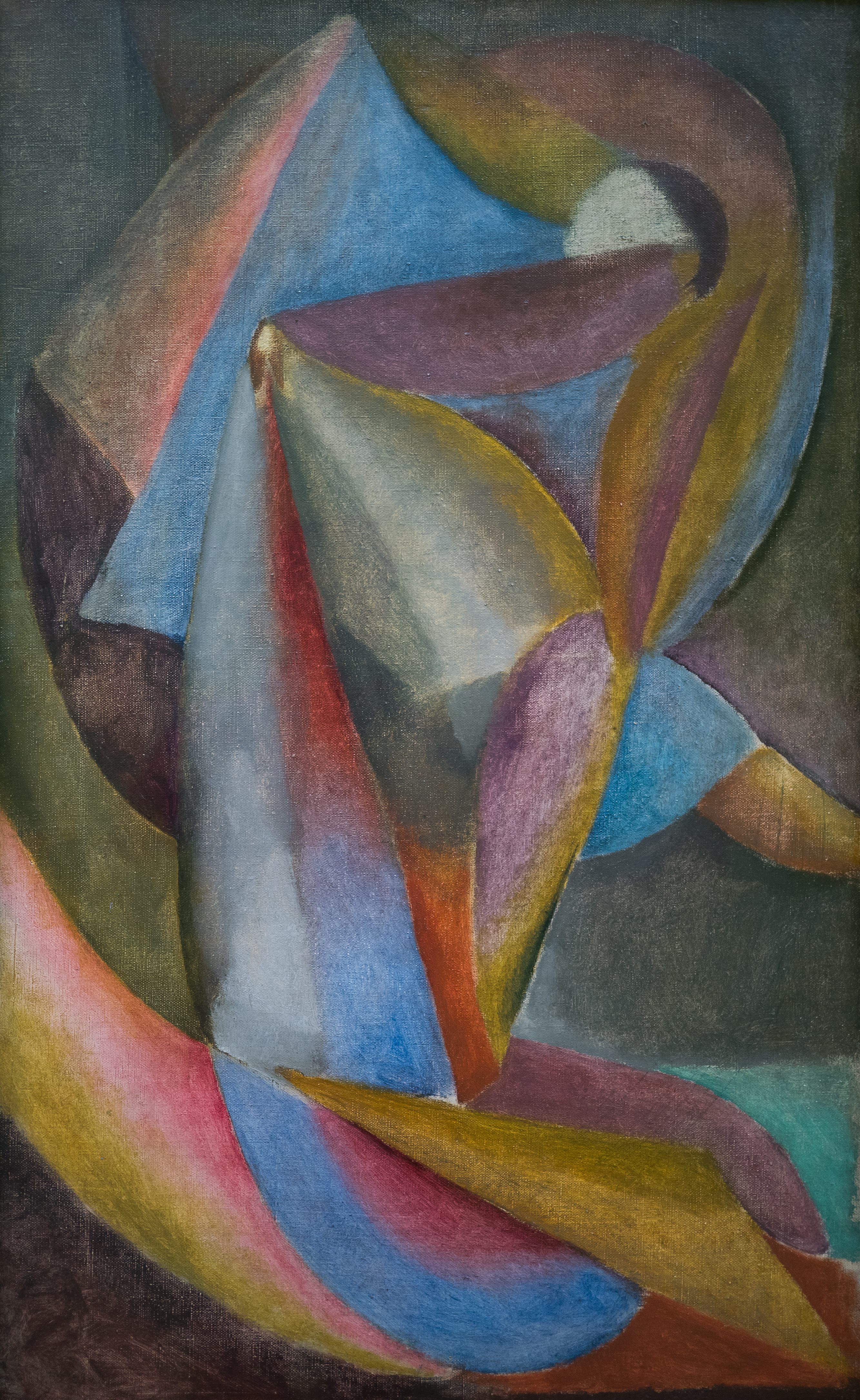
Ballerino (1910)
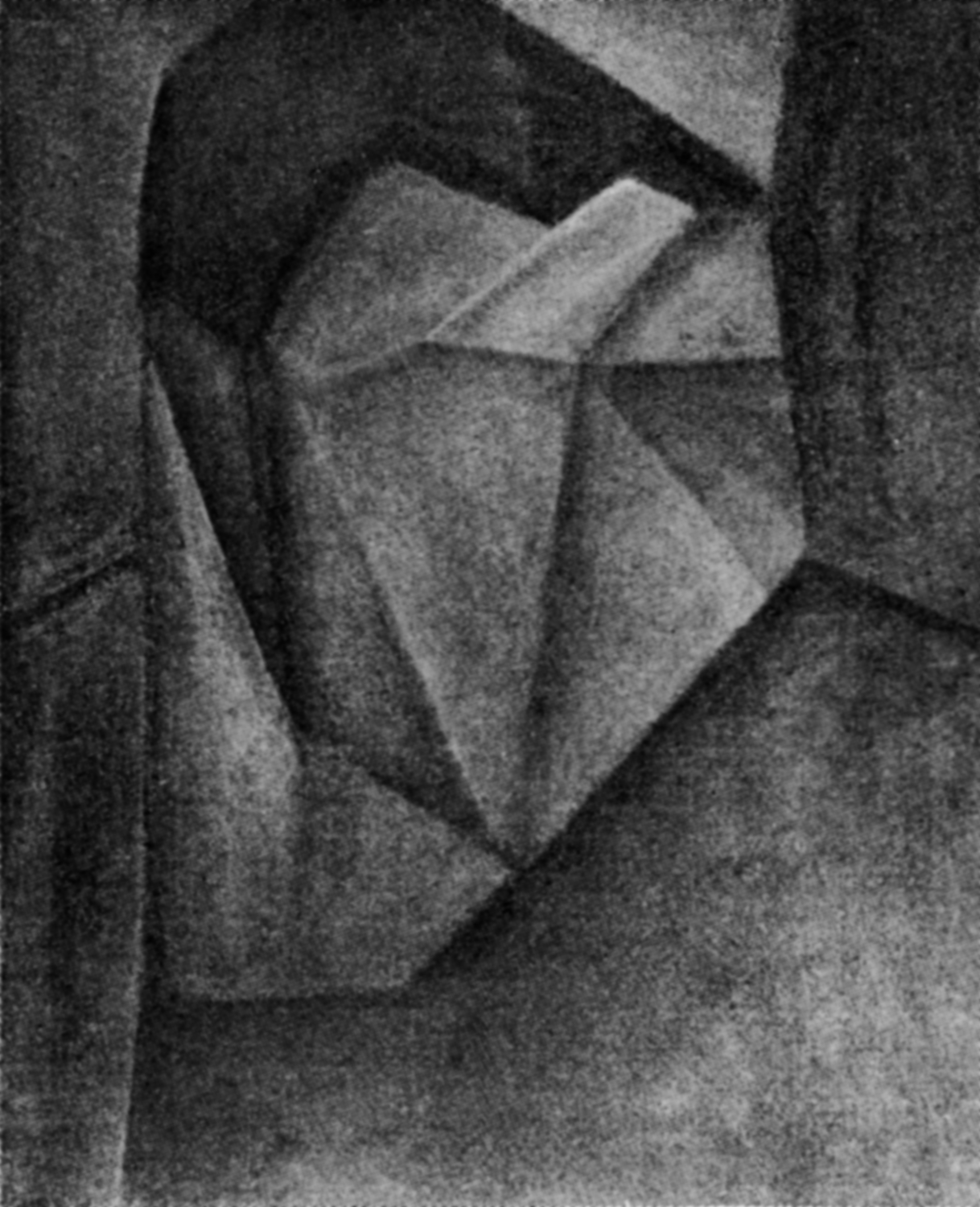
Ritratto di studio (1911)
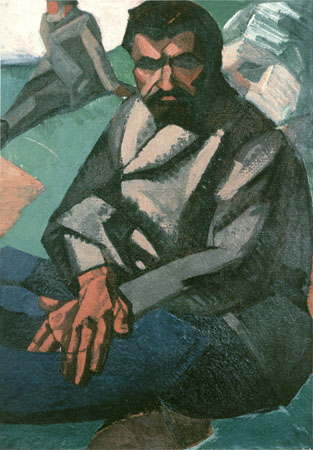
Ritratto di un padre (1910)
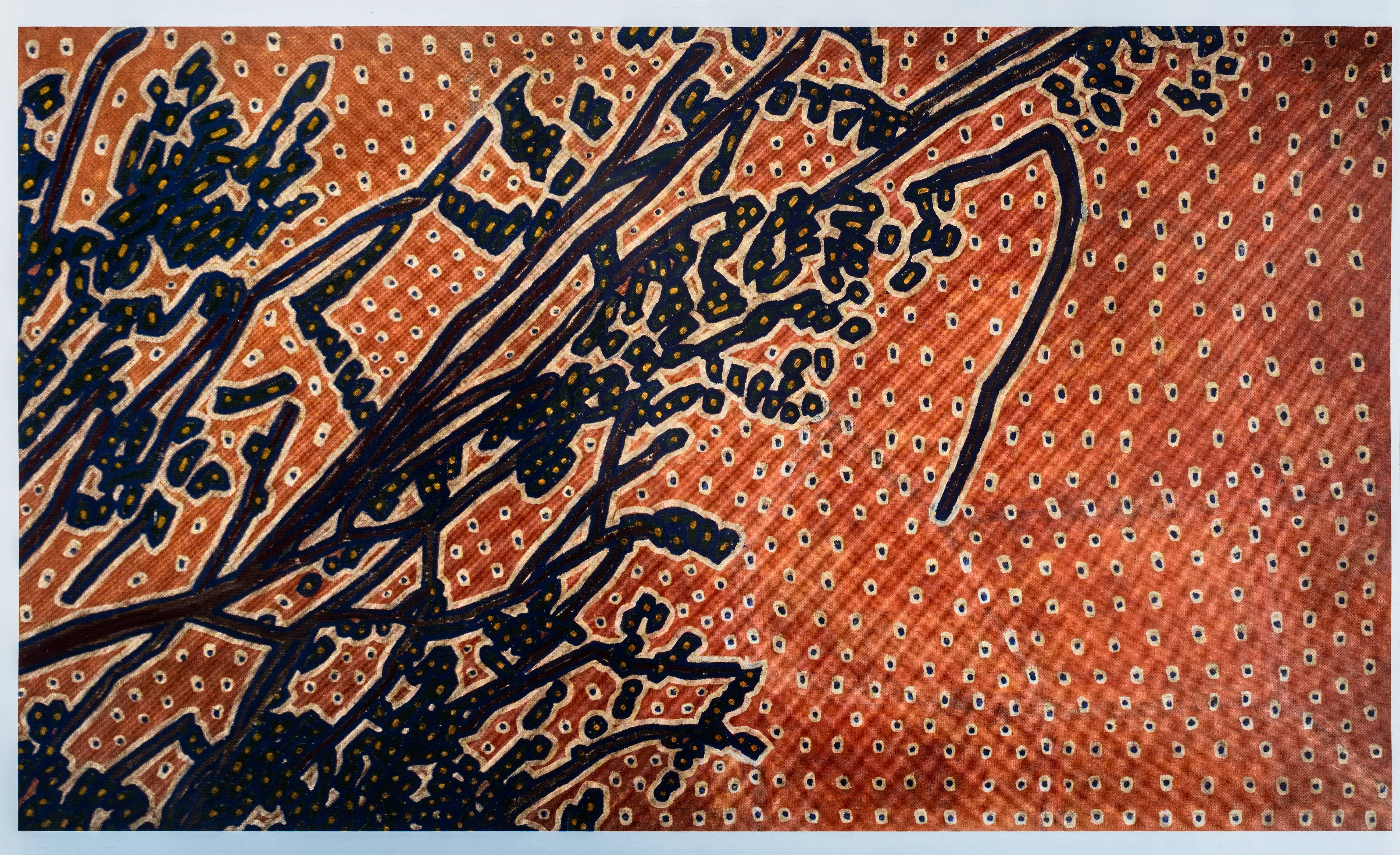
Primavera
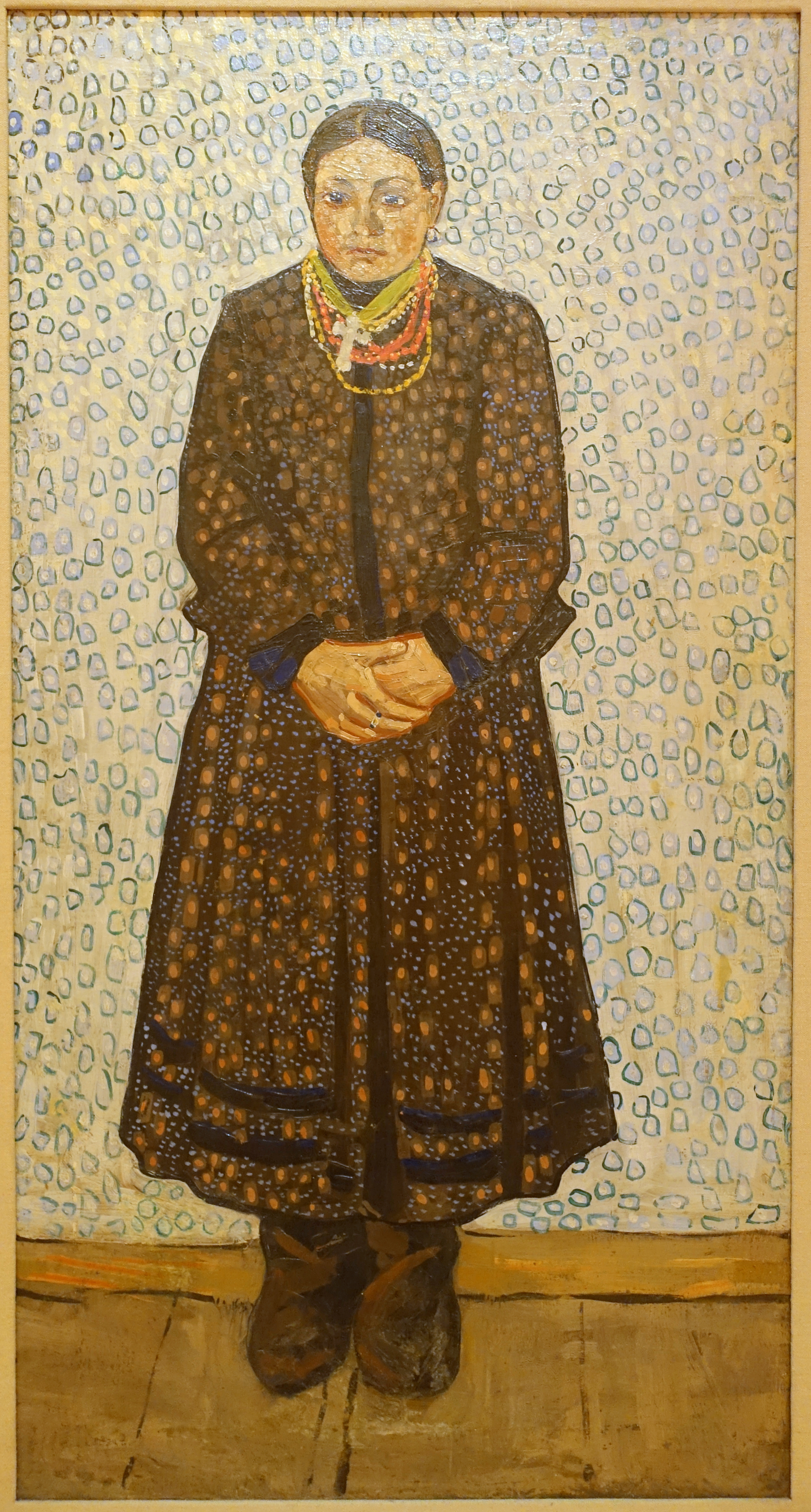
Contadina ucraina (1910-1911)
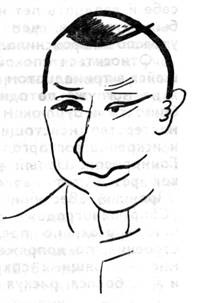
V. Burljuk, opera di D. Burlyuk (1913)
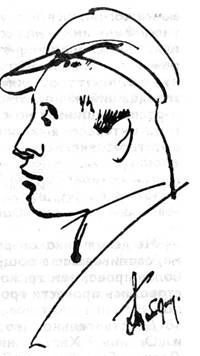
V. Burljuk, opera di V. Tatlin (1913)
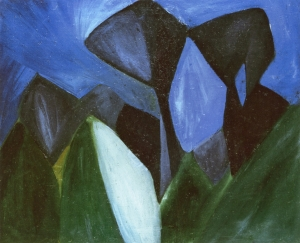
Gli alberi (1911)
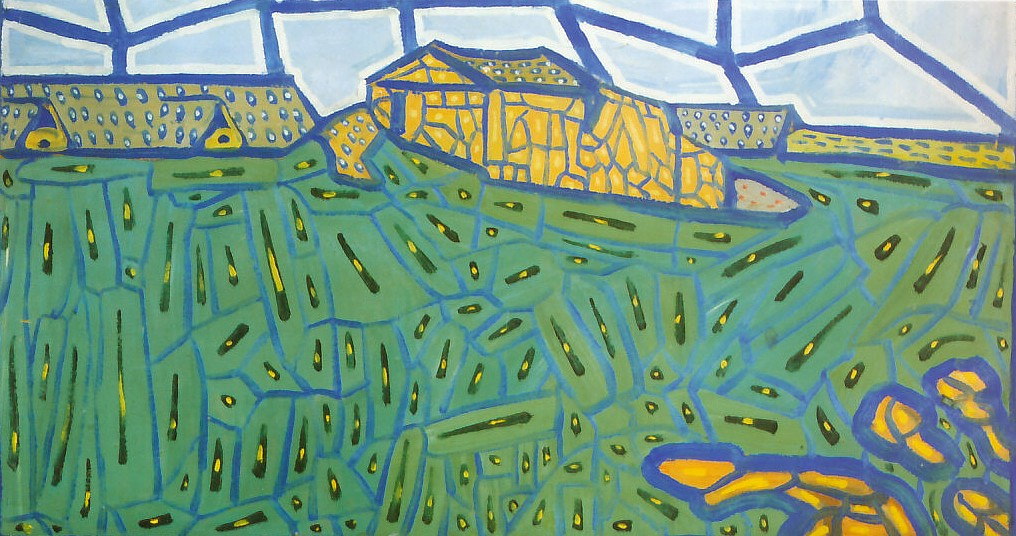
Dipinto di paesaggio (1912)